# Vrbovka rozmarýnolistá
Vrbovka rozmarýnolistá čili vrbka rozmarýnolistá (Epilobium dodonaei, syn.: Chamerion dodonaei) je druh rostliny z čeledi pupalkovité (Onagraceae).

## Popis
Jedná se o vytrvalou rostlinu dosahující výšky nejčastěji 20–130cm. Oddenky jsou krátké, z nich vybíhají dlouhé červenavé podzemní výběžky. Lodyha je většinou jednoduchá, zřídka chudě větvená, často růžově nebo červenavě naběhlá, v dolí části lysá, v horní přitiskle pýřitá, na bázi dřevnatí. Listy jsou střídavé, poměrně četné, přisedlé až nepatrně řapíkaté. Čepele jsou nejčastěji čárkovité až čárkovitě kopinaté, po obou stranách stejně zbarvené, lysé až pýřité, na rubu je vniklá jen střední žilka, jsou asi 2–4,5 cm dlouhé a 0,15–0,4 cm široké, na okraji celokrajné až řídce drobně zubaté. Květy jsou uspořádány v květenstvích, ve vrcholových hroznech a vyrůstají z paždí listenu. Květy jsou čtyřčetné, kališní lístky jsou 4, jsou červenavě naběhlé. Korunní lístky jsou taky 4, jsou nejčastěji 10–14 mm dlouhé, na vrcholu zaokrouhlené, zřídka velmi mírně vykrojené, horní trochu větší než dolní, proto jsou květy mírně souměrné, jsou sytě růžové až bledě fialově nachové barvy. Ve střední Evropě kvete nejčastěji v červenci až v září. Tyčinek je 8 ve 1 kruhu. Semeník se skládá ze 4 plodolistů, je spodní, čnělka je přímá, blizna je čtyřlaločná. Plodem je asi 4–6 cm dlouhá tobolka, je přitisle pýřitá, později olysává, v obrysu čárkovitého tvaru, čtyřhranná a čtyřpouzdrá, otvírá se 4 chlopněmi, obsahuje mnoho semen.
Semena jsou cca 1,6–2 mm dlouhá, na vrcholu s chmýrem, osemení je jemně papilnaté. Šíří se pomocí větru (anemochorie). Počet chromozómů je 2n=36.

## Taxonomie
Někteří autoři druh řadí do rodu Chamerion, pak rostlinu většinou česky nazývají jako vrbka rozmarýnolistá, např. Květena ČR. Kubát 2001 včleňuje rod Chamerion do rodu Epilobium ve stejném pojetí jako ho měl Linné.

## Rozšíření ve světě
Vrbovka rozarýnolistá je druh hor střední až jižní Evropy, vyskytuje se v Pyrenejích, horách střední Francie, v Alpách, Apeninách, v Karpatech, na Balkáně. Dále roste i v Malé Asii a na Kavkaze.

## Rozšíření v Česku
V ČR roste roztroušeně, častější je na Moravě, zvláště na severní. V Karpatech na SV Moravě lze uvažovat i primární výskyt, jinde se jedná o výskyt druhotný. Primárně to je druh štěrkových náplavů horských řek a osluněných sutí. Dnes se šíří na antropogenních stanovištích, které napodobují výše zmíněná primární stanoviště, typicky lomy, ale také haldy, náspy železnic atd.